# André Chastagnol
André Chastagnol (Parigi, 21 febbraio 1920 – Parigi, 2 settembre 1996) è stato un epigrafista e storico francese.

## Biografia
Considerato tra i più autorevoli esperti del Basso Impero, Chastagnol ha insegnato epigrafia prima presso l'École Pratique des Hautes Études e in seguito negli atenei di Algeri, Rennes, Paris X Nanterre e Paris 1 Panthéon-Sorbonne, nonché all'Università Paris-Sorbonne, dove ha insegnato storia romana sino al 1986 e di cui è stato nominato professore emerito.
I suoi principali lavori, che sono stati per lo più costruiti sulla rigorosa analisi di fonti diverse, a carattere letterario ed epigrafico, papirologico ed archeologico, numismatico e giuridico, si sono concentrati, formando dei punti fermi per la storiografia della tarda età, sulla prefettura urbana di Roma e sull'Età augustea. Ha inoltre pubblicato commentari di iscrizioni latine, studi sul Senato romano durante l'Impero e ricerche su istituzioni municipali, sociali e religiose dell'Africa romana, per lo più raccolti nei quattro volumi di Scripta varia.
È stato presidente della Società Francese di Numismatica, redattore dell'«Année épigraphique» e membro di numerose accademie, fra le quali quella Romanistica Costantiniana, che lo aveva insignito del riconoscimento, nel 1993, di socio onorario.

## Opere principali
- La préfecture urbaine à Rome sous le Bas-Empire, Presse Universitaire, Paris 1960.
- Le Sénat romain sous le règne d'Odoacre. Recherches sur l'épigraphie du Colisée au 5. siècle, Habelt, Bonn 1966.
- Le bas-empire, Colin, Paris 1969.
- Recherches sur l'Histoire auguste, Habelt, Bonn 1970.
- (a cura di) La fin du monde antique.De Stilicon à Justinien (V siècle et début VI). Recueil de textes présentés et traduits, Nouvelles editions latines, Paris 1976.
- L'album municipal de Timgad, Habelt, Bonn 1978.
- L'évolution politique, sociale et économique du monde romain de Dioclétien à Julien. La mise en place du régime du Bas-Empire (284-363), Société d'édition d'enseignement supérieur, Paris 1982.
- L'Italie et l'Afrique au bas-empire. Études administratives et prosopographiques. Scripta varia, Presse universitaire, Lille 1987.
- Le Sénat romain a l'epoque imperiale. Recherches sur la composition de l'Assemblee et le statut de ses membres, Les Belles Lettres, Paris 1992.
- (a cura di) Histoire auguste. Les empereurs romains des 2. et 3. siecles, Laffont, Paris 1994.
- Aspects de l'antiquité tardive. Scripta varia II, L'Erma di Bretschneider, Roma 1994.
- La Gaule romaine et le droit latin. Recherches sur l'histoire administrative et sur la romanisation des habitants. Scripta varia III, De Boccard, Lyon 1995.
- (postumo) Le pouvoir impérial à Rome. Figures et commémorations. Scripta varia IV, a cura di S. Benoist e S. Demougin, Droz, Genève 2008.